# Plaza Libertad (Tucumán)
La Plaza Libertad es una plaza ubicada en San Miguel de Tucumán, Provincia de Tucumán, Argentina. Se encuentra entre las calles Alberdi y Las Piedras del Barrio Sur de la capital tucumana.

## Historia
Originalmente en este solar se hallaba la Dirección de Higiene Urbana de la municipalidad capitalina, hasta que el 17 de febrero de 2023 se trasladó a un sitio cercano a la Jefatura de Policía de Tucumán. Por ello, en ese mismo mes comienza la construcción de la plaza, proyectada desde junio de 2022 a partir de propuestas de vecinos de la zona.
El 13 de abril de ese mismo año la plaza fue inaugurada por el intendente Germán Alfaro y el secretario de obras públicas Alfredo Toscano. El espacio público adquirió el nombre de Libertad tras una consulta realizada a los habitantes circundantes a este, estando enrejada al igual que el Parque El Provincial ubicado en Villa Alem.

## Descripción
La Plaza Libertad posee caminería interior, luminarias led y farolas ornamentales, mobiliario y equipamiento urbano, pérgolas, sector de juegos para mascotas con bebederos, arbolado de especies autóctonas y juegos para niños. Además tiene sectores de canchas de fútbol y básquetbol para recreación deportiva y murales en los edificios a su alrededor. Este espacio verde cuenta con rejas en su perímetro al ser cerrada durante las noches, para poder prevenir actos de vandalismo.